# The Last Voyage of the Demeter
The Last Voyage of the Demeter (prt: A Última Viagem de Demeter; bra: Drácula: A Última Viagem do Demeter) é um filme estadunidense de suspense, terror e fantasia de 2023, dirigido por André Øvredal e escrito por Bragi F. Schut Jr. e Zak Olkewicz. O roteiro do filme é uma adaptação de "The Captain's Log", o capítulo inicial do romance Dracula (1897), do autor britânico Bram Stoker. O filme é estrelado por Corey Hawkins, Aisling Franciosi, Liam Cunningham e David Dastmalchian como tripulantes de um navio mercante romeno em meados do século XIX e conta também com a atuação de Javier Botet como uma criatura mística transportada no navio. O enredo narra os horrores vividos pela tripulação navio Demeter ao tentar sobreviver a uma viagem desastrosa pelo Mar Egeu da Transilvânia até Londres.
Uma adaptação cinematográfica do capítulo do romance original de Stoker havia sido sugerida na década de 1990, quando Schut escreveu um esboço inicial com um amigo que havia trabalhado na produção do aclamado Bram Stoker's Dracula (1992). No entanto, o projeto não foi à frente e o roteiro permaneceu em hiato criativo por mais de duas décadas. Em outubro de 2019, a companhia Amblin Partners adquiriu os direitos para a produção do roteiro e anunciou Øvredal como o diretor responsável. O elenco principal foi confirmado ao longo de 2021 e as filmagens principais tiveram início em 30 de junho de 2021 em Berlim. O filme também teve diversas cenas rodadas  em Valeta e na cidade histórica de Mdina, em Malta. O compositor Thomas Newman foi anunciado inicialmente como autor da trilha sonora do filme, mas acabou sendo substituído por Bear McCreary devido a conflitos de agenda. 
The Last Voyage of the Demeter teve sua estreia em solo estadunidense em 11 de agosto de 2023, sendo distribuído pela Universal Pictures. O filme recebeu críticas mistas por parte da imprensa especializada, que destacou negativamente a superficialidade dos personagens principais e a retratação simplista de Drácula como uma "criatura animalesca". O filme arrecadou cerca de 21 milhões de dólares em bilheterias mundiais após receber um orçamento de 45 milhões de dólares, sendo considerado um fracasso comercial.

## Sinopse
Em 6 de agosto de 1897, o navio mercante Demeter é encontrado destruído na costa rochosa da Inglaterra sem nenhum sinal de tripulação sobrevivente. No meio dos destroços, os patrulheiros encontram o diário de bordo do Capitão Elliott. 
Um mês antes, o Demeter aporta em Varna à espera de carga para transportar a Londres. O carregamento, em grande parte de móveis de madeira, é transportado por moradores locais desde a Roménia. Alguns carregadores se recusam a subir a carga para o navio, insistindo que todos devem deixar o navio até o pôr-do-sol. Um deles suborna o Imediato Wojchek e o misterioso Olgaren para abrigarem a enigmática carga a bordo do navio e deseja sorte ao longo da viagem antes de desaparecer com os demais.  
Clemens, um médico formado na Universidade de Cambridge, descobre que o Demeter precisa de novos tripulantes e tenta convencer o Capitão Elliott a abrigá-lo a bordo dizendo que seus conhecimentos medicinais serão importantes para a viagem. Wojchek desconfia das intenções de Clemens e contrata um marinheiro mais experiente. Enquanto carregam o navio, o marujo se assusta com um emblema enigmático e deixa a carga cair sobre Toby, o neto de Elliott que brincava no cais. Clemens salva Toby a tempo e convence Elliott de suas boas intenções. O marujo anuncia que o emblema se trata de um mau presságio e foge. 
Uma das caixas cai e se rompe. Clemens investiga o carregamento e descobre que uma mulher foi enterrada viva no compartimento de carga. Clemens resgata a mulher e realiza transfusões de sangue para tratar o que ele acredita ser uma infecção. O Demeter segue em viagem pelo Mar Egeu, quando Clemens e Olgarem percebem uma figura assombrosa em meio ao nevoeiro no convés.
Na noite seguinte, todos os animais à bordo são encontrados mortos, incluindo o cão de guarda do navio, Huckleberry. A tripulação, temendo uma epidemia de raiva, lança todos os cadáveres ao mar. Anna, a mulher resgatada por Clemens, desperta e conta a tripulação sobre uma criatura maligna que se alimenta do sangue de humanos. Anna relata que a criatura é conhecida como "Drácula" na Transilvânia e que foi dada a ele como uma escrava para que a população local ficasse livre da maldição. Anna mostra as marcas de mordidas em seu corpo como sinal de que Drácula está a bordo do navio. 
À noite, Drácula ataca os marinheiros e transforma Olgaren em um vampiro zumbificado. Olgaren é resgatado e amarrado em uma mesa, mas consegue se libertar e ataca Toby. Olgaren e Drácula encurralam e atacam Toby na cabine do capitão enquanto a tripulação tenta salvá-lo. Na manhã seguinte, Olgaren é amarrado no mastro do navio e queima quando exposto ao sol do amanhecer. Toby não resiste aos ferimentos e a tripulação prepara seu corpo para o funeral. Elliott percebe o corpo de Toby se movendo e acaba sendo atacado por ele ao se aproximar. Toby, tansformado em vampiro, queima sob a luz do sol incendiando também seu avô.   
Os marinheiros decidem afundar o navio para evitar que Drácula chegue a Londres. Capitão Elliott, Abrams e Wojchek são mortos por Drácula e Anna é atacada ao tentar salvar Clemens. Clemens atinge Drácula com um machado enquanto Anna consegue mirar o corpo da criatura com um fragmento do mastro. Anna e Clemens saltam do navio e Anna revela que está se transformando lentamente em uma vampira. Ao cair da noite, Anna tira a própria vida para não se tornar uma serviçal de Drácula e Clemens consegue alcançar a terra firme. 

## Elenco
- Corey Hawkins como Clemens: Um médico formado na Universidade de Cambridge que se alista à tripulação do Demeter como uma forma de voltar à Inglaterra. Clemens sofre discriminação pelos demais tripulantes e convence o Capitão Elliott a permitir sua estadia a bordo sob o pretexto de que seus conhecimentos medicinais seriam necessários para uma viagem tão longa. Um homem solitário, pragmático e heróico, Clemens prova seus conhecimentos durante os horrores da viagem.[7][8] Hawkins declarou ser um admirador do romance original e afirmou considerar "gigante" sua interpretação de "um homem negro liderando um filme de terror" sobre seu papel como um médico afro-britânico em um mundo conservador do século XIX.[9]

- Aisling Franciosi como Anna: Uma vítima de Drácula e sobrevivente do vilarejo de origem da criatura. Anna é encontrada por Clemens enterrada em um caixão a bordo no Demeter, sendo a primeira a alertar a tripulação sobre a malignidade da criatura a bordo. Clemens trata dos ferimentos de Anna, que ao longo da trama revelam-se ser marcas dos ataques de Drácula.[7][8]
- Liam Cunningham como Capitão Elliot
- David Dastmalchian como Wojchek
- Javier Botet como Drácula
- Woody Norman como Toby
- Jon Jon Briones como Joseph
- Stefan Kapičić como Olgaren
- Nikolai Nikolaeff como Petrofsky
- Martin Furulund como Larsen
- Chris Walley como Abrams
- Nicolo Pasetti como Hirsch

## Produção

### Desenvolvimento
Bragi Schut Jr. conheceu um produtor de Bram Stoker's Dracula (1992) quando trabalhava em uma loja de maquetes em Los Angeles. Schut se interessou em uma miniatura do Demeter utilizada para a gravação do filme e começou a escrever um roteiro de Drácula inspirado na narrativa de Alien e centrada em um navio. Inspirado pelo capítulo "The Captain's Log" do romance homônimo de Bram Stoker, Schut pesquisou o período histórico para acrescentar detalhes e autenticidade em seu roteiro. Em 2003, a Phoenix Pictures adquiriu os direitos de produção do roteiro e anunciou Robert Schwentke como diretor e Mitch Brian como co-roteirista. O projeto foi mantido até dezembro de 2006 quando James V. Hart, roteirista de Bram Stoker's Dracula, trouxe um novo esboço de roteiro. Em meados de maio de 2009, Schwentke foi substituído por Marcus Nispel na direção do filme e a produção foi adiada para o ano seguinte. Entretanto, devido a complicações em adaptar a realidade do período histórico e as dificuldades em filmar cenas aquáticas, Nispel desistiu de encabeçar o projeto. Em março de 2010, a companhia contratou Stefan Ruzowitzky como diretor e Mike Medavoy, Arnold W. Messer e Bradley J. Fischer como produtores. Após uma série de especulações sobre o Óscar, Fischer conseguiu uma reunião com Noomi Rapace para discutir o filme. Com suas próprias modificações ao roteiro, Fischer elencou Rapace e Ben Kingsley em outubro daquele ano. Meses depois, Ruzowitzky deixou a produção do filme para assumir Deadfall (2012).
Em fevereiro de 2011, David Slade se aproximou da produção do filme, mas a imprensa indicou que Rapace deixaria o elenco para assumir as gravações de Prometheus (2012). No mês seguinte, Rapace confirmou que deixaria o elenco. Na mesma semana, Jude Law foi especulado como um dos possíveis protagonistas do filme. No mês seguinte, Slade reafirmou que o filme ainda estava em fase de pré-produção apesar de seu envolvimento com a produção de uma sequência de Daredevil (2003). Em maio de 2012, Neil Marshall e a Millennium Films manifestaram interesse em assumir o projeto.

### Seleção de elenco
Em outubro de 2019, André Øvredal foi anunciado pela Amblin Partners como o novo diretor do filme. Em janeiro de 2021, Corey Hawkins foi o primeiro ator confirmado para o filme, assumindo o papel de protagonista de um novo roteiro elaborado por Zak Olkewicz. Em junho de 2021, David Dastmalchian, Liam Cunningham, Aisling Franciosi, Javier Botet, Jon Jon Briones, Stefan Kapičić, Nikolai Nikolaeff, Woody Norman, Martin Furulund e Chris Walley se uniram ao elenco principal do filme.

### Filmagens
A filmagem principal do filme teve início em 30 de junho de 2021 em Berlim e foi levada até  cidades históricas de Malta, como a capital Valetta. Em dezembro de 2022, Schut e Olkewicz foram creditados como os roteiristas principais enquanto Schut foi creditado pelo roteiro principal e Mitch Brian, Lowell Cauffiel, James Hart, Ruzowitzky e Schwentke formaram a equipe responsável pela pesquisa de roteiro e ambientação da narrativa.

## Recepção

### Bilheteria
The Last Voyage of the Demeter arrecadou 13,6 milhões de dólares em território estadunidense e no Canadá e mais 8,28 milhões de dólares em outros países, totalizando uma bilheteria mundial de 21,8 milhões de dólares.
Na América do Norte, o filme recebeu uma projeção de arrecadação de 6 a 11 milhões de dólares em 2,715 salas de cinema. O filme arrecadou 2,6 milhões de dólares em seu dia de estreia, incluindo 750,000 dólares das sessões de pré-exibição de meia semana. The Last Voyage of the Demeter arrecadou 6,5 milhões de dólares no primeiro fim de semana de exibição, terminando em quinta colocação nas bilheterias oficiais. O filme teve uma queda de rendimento de 62% em sua segunda semana de exibição, arrecadando apenas 2,5 milhões de dólares.

### Crítica

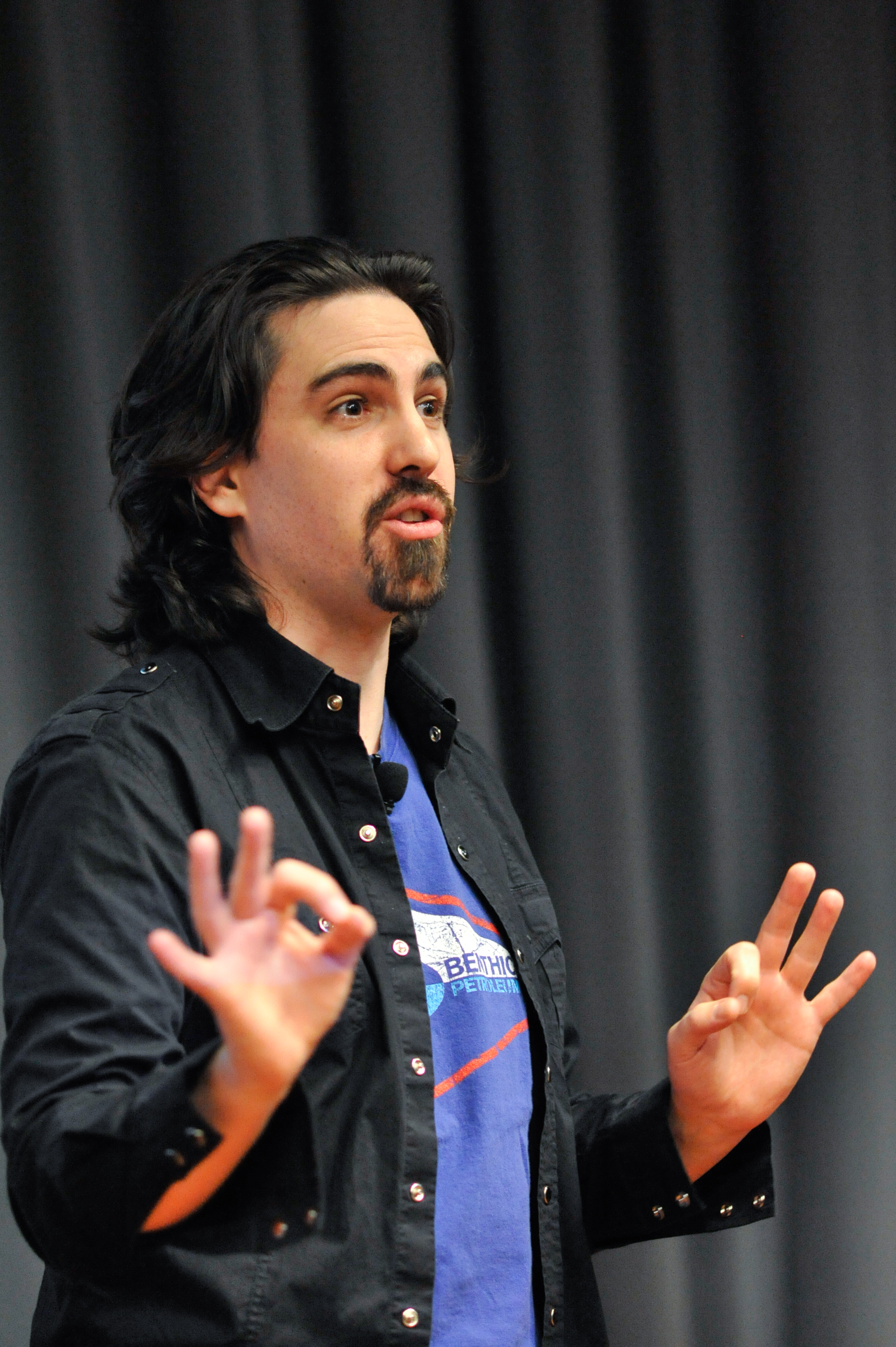
A crítica destacou a trilha sonora de Bear McCreary como um dos poucos pontos positivos do filme. McCreary ingressou na produção após a saída de Thomas Newman.

No Rotten Tomatoes, website agregador de críticas, 49% das 190 análises críticas foram positivas, totalizando uma nota média de 5.6/10. O consenso do portal afirma: "The Last Voyage of the Demeter encontra um novo ângulo na história recorrente de Drácula, apesar de que a execução simplista eventualmente corte a tensão claustrofóbica da narrativa". O website Metacritic, que utiliza uma média ponderada, atribuiu ao filme uma pontuação de 52 (de 100), com base em 33 críticas, indicando uma "recepção mista ou mediana". Por outro lado, segundo o portal CinemaScore, o público concedeu ao filme uma nota média de "B–" (em uma escala de A+ a F), com cerca de 66% de aprovação.
Bilge Ebiri, escrevendo para a revista Vulture, comentou que "o que realmente destaca o filme, além de sua intensa atmosfera de terror, é a crueldade satisfatória, a deliciosa malignidade que constrói seus suspenses e mortes... O filme está repleto de surpresas deliciosamente selvagens. E, de repente, no mais predeterminado dos filmes, tudo parece possível." Peter Sobczynski, do aclamado portal RogerEbert.com, concedeu ao filme uma nota de 3.5 (de 4 estrelas), classificando a obra como "uma versão inteligente, bem-feita e pontualmente assustadora de uma história que tanto apreciadores de terror ou cinéfilos podem apreciar igualmente". O jornal The Boston Globe, através de seu crítico de cinema Odie Henderson, deu ao filme uma nota de 3/4 estrelas, acrescentando que "é uma boa e divertida aposta de verão, gravada em doses de escuridão pelos cinemotógrafos Roman Osin e Tom Stern e alimentada pela trilha sonora eficiente de Bear McCreary que não é obstrutiva".
Frank Scheck do jornal The Hollywood Reporter elogiou a direção de Øvredal, mas acrescentou que o diretor "não conseguiu trazer muita emoção ao roteiro estereotipado e lento de Bragi Schut, Jr. e Zak Olkewicz's, o que retira a escuridão necessária para nos manter presos no decorrer da trama". Benjamin Lee, do jornal britânico The Guardian, clasificou o filme em 2 (de 5 estrelas), afirmando que "não há nenhuma real surpresa no resultado do filme devido ao material original e, logo, a grande questão do filme é a espera sinuosa do inevitável. É, de fato, uma viagem amaldiçoada: para a equipe, para o público e para o projeto de filmes de monstros da Universal".